# شبکه جامعه جهانی
شبکه جامعه جهانی (به انگلیسی: World Community Grid) یا (WCG) بزرگترین شبکه رایانه ای عمومی است که از ظرفیت خالی رایانه‌های شخصی، یک شبکه رایانه‌ای تشکیل می‌دهد که مانند یک ابررایانه مجازی با قابلیت محاسبات عظیم کاربرد دارد. با ثبت نام کاربران رایانه‌های شخصی، به عنوان داوطلب، برای دسترسی این شبکه به رایانه‌های ایشان، برای مقاصد تحقیقات علمی آمریکا و اروپا استفاده می‌گردد. این شبکه در ۱۶ نوامبر ۲۰۰۴ میلادی مصادف با ۲۶ آبان ۱۳۸۳ راه‌اندازی گردید، این شبکه بوسیله آی بی ام تأسیس و مورد بهره‌برداری قرار گرفته‌است و در حال حاضر شامل سیستم عامل‌های کارخواه برای ویندوز، لینوکس، مک او اس ایکس و فری‌بی‌اس‌دی می‌باشد.
بنابر ادعای مسئولین این پروژه، این شبکه با استفاده از ظرفیت خالی رایانه‌ها در سراسر زمین، در پروژه‌های تجزیه و تحلیل ژن انسان، اچ آی وی، تب دنگی، دیستروفی ماهیچه‌ای، سرطان، آنفلوآنزا، بازده محصول برنج و انرژی پایدار مورد استفاده قرار گرفته‌است. این سازمان تا این زمان توانسته همکاری ۴۰۰ شرکت را جلب نموده و از دسترسی به رایانه ۵۹۸ٜ۰۰۰ کاربر ثبت نام شده در سرتاسر دنیا استفاده کند.
در حال حاضر پنج پروژه فعال و 26 پروژه اجرا شده است. برخی از آنها بر اساس تجزیه و تحلیل داده های تولید شده توسط WCG، مقالات بررسی شده را منتشر کرده اند. به عنوان مثال، پروژه OpenZika به کشف ترکیب FAM 3 اختصاص دارد که پروتئین NS3 هلیکاز ویروس زیکا را مهار می کند و در نتیجه تکثیر ویروس را تا 86 درصد کاهش می دهد.